# Jean-Baptiste Donatien de Vimeur de Rochambeau
Jean-Baptiste Donatien de Vimeur, grof de Rochambeau, francoski maršal, * 1. julij 1725, Vendôme, † 10. maj 1807, Thoré-la-Rochette.
Rochambeau, rojen leta 1725, se je prvič udeležil bojnih vojakov med avstrijsko nasledstveno vojno (1740–48) in bil ranjen v bitki pri Lauffeldu. Rochambeau si je pridobil tako odličen sloves, da je bil leta 1747 povišan v polkovnika in pri 22 letih prevzet poveljstvo nad polkom. Leta 1756 je služil v minoški kampanji, po povišanju v generala pa je služil v sedemletni vojni, kjer je ponovno utrpel bojne rane.
Čeprav je markiz de Lafayette bolj znan po svoji odlični službi v celinski vojski, je bil Rochambeau vrhovni poveljnik francoskih ekspedicijskih sil s 5.500 vojaki, ki jih je kralj Ludvik XVI. leta 1780 poslal v Ameriko, da bi podprl novo zavezništvo Francije z nekdanjimi kolonijami.
Ko je Cornwallis leta 1781 premaknil svojo britansko vojsko v Virginijo in zavzel obrambni položaj pri Yorktownu, je bila francoska flota na poti v Ameriko, da bi pomagala kopenskim silam.
Washington in Rochambeau sta izkoristila priložnost, da bi poskušala ujeti Cornwallisa in s prikritostjo in hitrostjo premestila 12.000 vojakov v Virginijo. »Med obema vojskama vlada največja harmonija. Zdi se, da ju poganja en duh,« je Washington poročal kongresu. V Virginiji je Rochambeau obiskal Mount Vernon in se pridružil Washingtonu na svojem prvem obisku posestva ob reki Potomac po letu 1775.
Rochambeau je bil podrejen poveljniku kontinentalne vojske generalu Georgeu Washingtonu, vendar sta oba hitro razvila veliko medsebojno spoštovanje in občudovanje ter vzpostavila učinkovito partnerstvo.
Potem ko je francoska flota pri Yorktownu premagala britansko pomorsko silo, je Rochambeau nadzoroval enomesečno obleganje Yorktowna in 19. oktobra 1781 prisilil Cornwallisa in njegove sile k predaji.
V poslovilnem pismu Rochambeauju je Washington pisal »o sreči, ki sem jo užival v najinem zasebnem prijateljstvu. Spomin nanj bo ena najprijetnejših okoliščin mojega življenja.« Rochambeau je v odgovor Washingtonu obljubil svojo »najbolj nedotakljivo osebno navezanost in spoštovanje«.
Ko se je leta 1789 začela francoska revolucija, je bil Rochambeau zvest kralju Ludviku XVI., ki so ga revolucionarji usmrtili. Rochambeauja so med vladavino terorja aretirali in zaprli v Parizu, vendar je bil zmenek starega generala z giljotino odpovedan, ko so leta 1794 namesto tega z giljotino usmrčili vodjo revolucije Maximiliena Robespierra, s čimer se je končala ta krvava epizoda francoske zgodovine. Ko je Napoleon leta 1799 prišel na oblast, je Rochambeauja pomilostil, ki se je umaknil na svoje posestvo, kjer je živel do svoje smrti leta 1807 v starosti 81 let.